# هیروکی ایکورا
هیروکی ایکورا (ژاپنی: 飯倉 大樹؛ زادهٔ ۱ ژوئن ۱۹۸۶) بازیکن فوتبال اهل ژاپن است.
از باشگاه‌هایی که در آن بازی کرده‌است می‌توان به باشگاه فوتبال یوکوهاما مارینوس اشاره کرد.